# Candidfoto
Candidfoto er fotografering, der primært fokuserer på spontanitet frem for teknik, kameraets muligheder i situationen snarere end at fokusere på en iscenesat situation eller på at forberede en langvarig kameraopsætning.